# John Horman Trophy
John Horman Trophy je hokejová trofej udělovaná každoročně nejlepšímu zaměstnanci juniorské ligy Quebec Major Junior Hockey League.

## Držitelé John Horman Trophy
| Sezóna  | Jméno                   | Tým                          |
| ------- | ----------------------- | ---------------------------- |
| 2012–13 | Serge Proulx            | Baie-Comeau Drakkar          |
| 2011–12 | Paul MacDonald          | Cape Breton Screaming Eagles |
| 2010–11 | Wayne Long              | Saint John Sea Dogs          |
| 2009–10 | Kent Hudson             | P.E.I. Rocket                |
| 2008–09 | Louis Painchaud         | Quebec Remparts              |
| 2007–08 | Mario Arsenault         | Rimouski Océanic             |
| 2006–07 | Pierre Dufour           | Val D'Or Foreurs             |
| 2005–06 | Eric Verrier            | Drummondville Voltigeurs     |
| 2004–05 | Eric Verrier            | Drummondville Voltigeurs     |
| 2003–04 | Sylvie Fortierová       | Baie-Comeau Drakkar          |
| 2002–03 | Sylvie Fortierová       | Baie-Comeau Drakkar          |
| 2001–02 | Chicoutimi Saguenéens   | Chicoutimi Saguenéens        |
| 2000–01 | Mario Boucher           | Shawinigan Cataractes        |
| 1999–00 | Maurice Tanguay         | Rimouski Océanic             |
| 1998–99 | Charles Henry           | Hull Olympiques              |
| 1997–98 | Lionel Brochu           | Val D'Or Foreurs             |
| 1996–97 | Harold MacKay           | Halifax Mooseheads           |
| 1995–96 | André Jolicoeur         | Rimouski Océanic             |
| 1994–95 | Jean Nadeau             | Shawinigan Cataractes        |
| 1993–94 | Jean-Claude Morrissette | Laval Titan                  |
| 1992–93 | Georges Marien          | Saint-Jean Lynx              |
| 1991–92 | Claude Lemieux          | Saint-Hyacinthe Laser        |
| 1990–91 | Rolland Janelle         | Drummondville Voltigeurs     |
| 1989–90 | Michel Larocque         | Victoriaville Tigres         |